# Ha*Ash
Ha*Ash és un duet de pop-country estatunidenca integrat per les germanes Hanna Nicole (n. 25 de juny de 1985) i Ashley Grace (n. 27 de gener de 1987). Hanna i Ashley van néixer a Lake Charles, Louisiana. Combinant sons pop i country, els seus més grans èxits són: «Lo aprendí de ti», «Perdón, perdón», «Te dejo en libertad» i «¿Qué hago yo?»
Són creditores de discos d'or i platí per les seves altes vendes, a més de cantautores és un dels grups pop en castellà més important i famós a Mèxic i Llatinoamèrica. El nom artístic "Ha*Ash" sorgeix de la combinació de Hanna i Ashley.

## Biografia
Hanna i Ashley van Néixer a Lake Charles, Louisiana. Des de petites van sentir vocació i amor per la música. Van Començar a cantar des de ben petites en una església del seu poble quan tenien 5 i 6 anys respectivament i no només van poder descobrir que estimaven el que feien, sinó que la mateixa gent els demanava que cantessin cada vegada més, les agradaven els seves veus. Això va servir com a estímul i suport para concentrar-se en un nou somni, mirant cap al futur que era convertir-se en Cantants professionals.
Després de les experiències passades en festivals, festes van decidir anar més enllà i van gravar una demo, Sony Music va ser la discogràfica que va quedar impressionada amb el talent de les noies adolescents i així va néixer Ha*Ash, una barreja de pop, rock i country.

### Ha*Ash (2002-2005)
És el primer disc homònim del duet estatunidenca Ha*Ash. Va ser llançat oficialment l'11 de maig de 2003 sota el segell discogràfic Sony Latin. És el disc debut de les germanes Hanna Nicole Pérez Mosa i Ashley Grace Pérez, va ser gravat entre 2002 i 2003. El primer senzill va ser «Odio amarte», llançat a l'abril de 2003, el qual es va posar en el gust del públic adolescent a Mèxic i va esdevenir tot un èxit a les estacions de ràdio del país, amb aquest senzill varen fer presentacions en importants programes de televisió, i també en festivals de ràdio.
Més tard i gràcies a l'èxit aconseguit, es va llançar una edició especial del disc, el qual conté en DVD els vídeos dels tres primers senzills, la seva versió darrere de càmeres, karaoke i una entrevista amb les cantants. Hanna i Ashley es van dedicar a promocionar el seu disc debut, collint èxits en les diferents presentacions que van realitzar, arribant al cim amb la seva presentació en el Teatre Metropolitan de la Ciutat de Mèxic.

### Mundos opuestos (2005-2007)
Temps després (en 2005) el duet torna amb el seu segon disc de la mà del mateix productor que va realitzar Ha*Ash, comptant amb les col·laboracions de diversos compositors, entre ells el peruà Gian Marc Zignago. «Amor a medias» va esdevenir el primer senzill que l'abril del 2006 va arribar al # 1 en les llistes de popularitat, el qual també va formar part de la publicitat d'un minicomponent de la mateixa marca que es va promocionar anteriorment i que porta per títol Mundos opuestos basant-se en el caràcter diferent de les germanes. «Me entrego a ti» va esdevenir el segon senzill d'aquesta producció, va arribar al # 2 a Mèxic com el seu senzill predecessor. «¿Qué hago yo?» De la cantant morta Soraya, és el tercer senzill de Ha-Ash a Mèxic. «¿Qué hago yo?» Es va convertir en el primer senzill de Ha*Ash en arribar al primer lloc a Mèxic.
L'èxit d'aquest disc va fer possible llançar una reedició per incloure el tall «Código postal», tema d'una telenovel·la mexicana del mateix nom.
Al desembre del 2007 se sumen a tasques benèfiques al llançar el Fons Ha*Ash el qual donarà suport a nens que pateixin VIH/SIDA, aquesta fundació la donen a conèixer a través d'un concert de beneficència al teatre Metropolitan el 13 de desembre de l'esmentat any, aconseguint el que es proposaven, per això van crear una nova cançó inèdita la qual van interpretar en conjunt amb un cor de nens beneficiats per aquesta fundació, aquesta cançó es faria cridar «Hoy rezaremos por ti» i a partir de llavors seria l'himne que identificaria a la fundació Ha-Ash del fons de les estrelles de Fundació CIE.

### Habitación doble(2008-2010)
Habitación doble es el tercer àlbum d'estudi del duo Ha*Ash. L'àlbum va ser llançat l'1 d'agost de 2008. El primer senzill d'aquest àlbum va ser «No te quiero nada» i va rebre molta atenció en les ràdios de Mèxic. El segon senzill, gravat amb Brandi Carlile, va ser «Already Home», i va ser triat a iTunes com el senzill de la setmana a finals de setembre de 2008. Després d'haver passat 3 anys de la seva aparició en Mundos opuestos, les germanes Hanna i Ashley Perez tornen amb aquest disc amb un aire més fort i més clar que mai, el disc conté 11 cançons, més tard el 2009 es va llançar Habitación doble (Edición especial) afegint a les 11 cançons, 4 més, «Labios partidos», «Me niego a olvidarte», «Punto final» i «Already Home» (en espanyol).
Per fer aquest àlbum, el tercer de la seva carrera, van viatjar a Los Angeles, Miami, Nashville i Louisiana. Trobades amb els productors, Aureo Baqueiro i Graeme Pleth. Cançons, composicions, assessoria, trobades, xerrades. "Viatjar tant ens ha servit per madurar, per cultivar. Conèixer a tanta gent amb diferents formes de pensar ens ha engrandit, ens ha fet créixer. Cada conversa, cada somni compartit ens ha servit d'alguna cosa. Presa una mica de maduresa reconèixer que hi ha tanta gent tan diferent que és una bogeria. Els llatins. Els llatins als Estats Units, la gent a Amèrica Central, anar a Guadalajara, Monterrey, qualsevol ciutat té el seu toc especial ", va comentar Ashley.
El 2010, com portaveus de Save the Children i en commemoració al terratrèmol ocorregut a Haití graven el tema «Latente».

### A tiempo(2011-2013)
Tres anys van passar entre l'últim disc d'Ha*Ash i aquesta producció titulada A tiempo, just així es diu el quart material d'aquestes dues germanes que, van decidir fer les coses amb calma per llançar un treball renovat en el qual es pogués notar la seva evolució i la seva maduresa.
Ha*Ash va treballar amb el seu productor de capçalera Aureo Baqueiro, però, a més, van convidar a l'italià Michele Canova, qui les va ajudar a trobar nous camins. D'aquest material s'han desprès quatre senzills: «Impermeable», «Te dejo en libertad», -cançó amb gran èxits creada a causa d'una vivència d'Ashley- «Todo no fue suficiente» i «¿De donde sacas eso?» - tema creat per vivència de Hanna-. Però sent «Te dejo en libertad» el tema més significatiu de l'àlbum, ja que va tenir un gran nombre de reproduccions a YouTube i aconseguint el seu Vevo Certified, fins al dia d'avui el seu èxit no deixa de ser considerable.

### Primera fila: Hecho realidad(2014- 2017)
El 22 setembre de 2014 Ha*Ash va anunciar el primer senzill del seu nou disc, el qual porta com a títol «Perdón, perdón». El vídeo oficial va ser llançat el 27 d'octubre de 2014. El qual ja compta amb un Vevo Certified. El segon senzill va ser «Lo aprendí de ti» que ha aconseguit gran èxit escalant als primers llocs, també compta amb un Vevo Certified. El disc 1F hecho realidad va ser certificat com disc 4x Platí + Or.
El 13 novembre de 2015 va sortir a la venda l'edició deluxe del seu 1F, incloent 3 temes nous («Quedate lejos» ft Maluma, «No soy yo» «Pedazos»), un documental del que ha estat la seva gira, vídeo de les cancions «Si pruebas una vez», «Quedate lejos»" i noves versions dels seus temes «Ex de verdad» i «Perdón, perdón» acompanyada de la Big Band Jazz de Mèxic.
Fins ara el seu disc té molt d'èxit i varen fer un duet de la cançó «Te dejo en libertad» amb Jorge un dels integrants del grup Maldita Nerea. Aquest duet estará integrat al disc que sortirà a Espanya en març d'aquest any.

### 30 de febrero(2017- 2019)
Ha*Ash van tornar amb una nova proposta, titulada 30 de febrero, el mateix compta amb 12 cançons, amb nous ritmes, tons i melodies. Aquesta producció va ser llançada l'1 de desembre de 2017, sent el seu primer senzill «100 años» al costat de Prince Royce, «No pasa nada» va ser el següent senzill a promocionar, «Eso no va a suceder» el seu tercer senzill i «¿Qué me faltó?» es va convertir fins ara en el quart i últim senzill publicat
La primera part de la gira que porta com a nom Gira 100 años contigo, va començar en l'esmentat 24 de febrer de 2018 a Viña del Mar i va passar posteriorment per Mèxic, Panamà, El Salvador, Guatemala, Costa Rica, USA, Argentina, Xile, Uruguai, Equador, Perú, Colòmbia i Espanya, penjant a la majoria dels shows cartells d'entrades exhaurides, presentant-se en els més grans auditoris, sorres i estadi, com els nombrosos shows esgotats al Auditoria Nacional de Mèxic, l'estadi Lluna Park de l'Argentina, l'Arena Movistar a Xile, el Coliseu de Puerto Rico, entre d'altres, i finalitzant la primera fase de la seva exitosa gira a Espanya, arrasant amb 4 shows en 4 dies, tots sold-out (Madrid, Barcelona, Sevilla i València).
A l'octubre del 2018, Ha*Ash es converteixen en les primeres llatines en tenir Spotify Singles, sent reconegudes pel seu talent en una de les plataformes de música més populars del món, publicant una nova versió de «No pasa nada», i un cover de «Adiós amor».
L'11 i 23 de novembre van realitzar el seu quart xou a l'Auditori Nacional, i tercer xou a l'Auditori Citibanamex respectivament, amb les localitats completament esgotades, aquests xou van ser gravats per llançar el seu primer DVD en viu en el 2019, que va comptar amb les participacions de Miguel Bosé, Melendi, Prince Royce dalt de l'escenari.

### En vivo(2019- fins ara)
El 18 de novembre de 2019, Ha*Ash va interpretar l'himne nacional nord-americà a Monday Night Football (NFL), a l'Estadi Azteca de Ciutat de Mèxic. El 26 de novembre, el duet va anunciar que un nou llançament, titulat En vivo, segons els informes basat en imatges d'un concert a Mèxic, estaria disponible en CD / DVD el 6 de desembre de 2019. L'àlbum en la seva setmana d'obertura, va debutar al número u del gràfic AMPROFON a Mèxic. El primer senzill del seu nou disc, «Si tú no vuelves» es una nova versió de l'original que va interpretar Ha*Ash i Miguel Bosé.

## Discografia

### Studioalbum
| Any  | Album information                                                           | US | [ 2 ] | Certificacions            |
| ---- | --------------------------------------------------------------------------- | -- | ----- | ------------------------- |
| 2003 | Ha*Ash - Label: Sony Music Latin - Format: CD, descàrrega digital           | 19 | 3     | - AMPROFON: Or + Platí    |
| 2005 | Mundos Opuestos - Label: Sony Music Latin - Format: CD, descàrrega digital  | -  | 8     | - AMPROFON: Or + Platí    |
| 2008 | Habitación Doble - Label: Sony Music Latin - Format: CD, descàrrega digital | 14 | 6     | - AMPROFON: Or            |
| 2011 | A Tiempo - Label: Sony Music Latin - Format: CD, descàrrega digital         | -  | 4     | - AMPROFON: Or + 2x Platí |
| 2017 | 30 de febrero - Label: Sony Music Latin - Format: CD, descàrrega digital    | 11 | 3     | - AMPROFON: Or + Platí    |

### Livealbum
| Any  | Album information                                                                           | US | [ 5 ] | Certificacions |
| ---- | ------------------------------------------------------------------------------------------- | -- | ----- | --- |
| 2014 | Primera fila: Hecho realidad - Label: Sony Music Latin - Format: CD/DVD, descàrrega digital | 16 | 1     | - AMPROFON: 4x Platí + Or - IFPI CHL: Or - CAPIF: Or - UNIMPRO: 2x Platí - ASINCOL: Platí - IFPI Centroamérica: Platí |
| 2019 | En Vivo - Label: Sony Music Latin - Format: CD/DVD, descàrrega digital                      | -  | 1     | |

## Senzills
| Any  | Titel Album                                      | Hot 100 | Latin Pop | Latin Airplay | Español Airplay | Airplay | Certificacions                                  |
| ---- | ------------------------------------------------ | ------- | --------- | ------------- | --------------- | ------- | ----------------------------------------------- |
| 2003 | "Odio amarte" Ha*Ash                             | —       | —         | —             | —               | —       |                                                 |
| 2003 | "Estés en donde estés" Ha*Ash                    | 14      | 9         | 14            | —               | —       |                                                 |
| 2004 | "Te quedaste" Ha*Ash                             | 28      | 17        | 28            | —               | —       |                                                 |
| 2004 | "Soy mujer" Ha*Ash                               | —       | —         | —             | —               | —       |                                                 |
| 2004 | "Si pruebas una vez" Ha*Ash                      | —       | —         | —             | —               | —       |                                                 |
| 2005 | "Amor a medias" Mundos Opuestos                  | —       | —         | —             | —               | —       |                                                 |
| 2005 | "Me entrego a ti" Mundos Opuestos                | —       | 15        | —             | —               | —       |                                                 |
| 2006 | "¿Qué hago yo?" Mundos Opuestos                  | —       | 13        | —             | 36              | —       | - AMPROFON: Platí                               |
| 2006 | "Tu mirada en mi" Mundos Opuestos                | —       | 24        | —             | —               | —       |                                                 |
| 2008 | "No te quiero nada" Habitación Doble             | 14      | 6         | 14            | —               | —       |                                                 |
| 2008 | "Lo que yo sé de ti" Habitación Doble            | —       | —         | —             | 1               | 1       |                                                 |
| 2009 | "Tú y yo volvemos al amor" Habitación Doble      | —       | —         | —             | 21              | 31      |                                                 |
| 2011 | "Impermeable" A Tiempo                           | —       | —         | —             | 1               | —       | - AMPROFON: Or                                  |
| 2011 | "Te dejo en libertad" A Tiempo                   | —       | 29        | —             | 1               | 1       | - AMPROFON: Or + Platí                          |
| 2012 | "Todo no fue suficiente" A Tiempo                | —       | —         | —             | 2               | 11      |                                                 |
| 2012 | "De dónde sacas eso" A Tiempo                    | —       | —         | —             | 4               | 9       | - AMPROFON: Or                                  |
| 2013 | "Te voy a perder" Todas mías                     | —       | —         | —             | 22              | 9       |                                                 |
| 2014 | "Perdón, perdón" Primera fila: Hecho realidad    | 36      | 17        | 35            | 1               | 2       | - AMPROFON: 4x Platí + Or                       |
| 2015 | "Lo aprendí de ti" Primera fila: Hecho realidad  | 32      | 19        | 48            | 1               | 7       | - AMPROFON: 3x Platí                            |
| 2015 | "Ex de verdad" Primera fila: Hecho realidad      | —       | —         | —             | 33              | —       | - AMPROFON: 2x Platí                            |
| 2015 | "No te quiero nada" Primera fila: Hecho realidad | —       | —         | —             | —               | —       | - AMPROFON: Or                                  |
| 2015 | "Dos copas de más" Primera fila: Hecho realidad  | —       | —         | 49            | 3               | 16      | - AMPROFON: Platí                               |
| 2016 | "Sé que te vas" Primera fila: Hecho realidad     | —       | —         | —             | 28              | —       | - AMPROFON: Or                                  |
| 2016 | "Mi niña mujer" De plaza en plaza                | —       | —         | —             | 11              | 31      |                                                 |
| 2017 | "Destino o casualidad" Quítate las gafas         | —       | 38        | —             | 10              | 32      | - AMPROFON: Platí - PROMUSICAE: Platí           |
| 2017 | "100 años" 30 de febrero                         | 54      | 24        | 50            | 1               | 3       | - AMPROFON: 2x Platin + Or - UNIMPRO: 2x Platin |
| 2017 | "Ojalá" 30 de febrero                            | —       | —         | —             | —               | —       | - AMPROFON: Or                                  |
| 2017 | "30 de febrero" 30 de febrero                    | —       | —         | —             | —               | —       | - AMPROFON: Or                                  |
| 2018 | "No pasa nada" 30 de febrero                     | —       | —         | —             | 4               | 13      | - AMPROFON: Platí                               |
| 2018 | "Eso no va a suceder" 30 de febrero              | —       | 34        | —             | 1               | 6       | - AMPROFON: Platí                               |
| 2019 | "¿Qué me faltó?" 30 de febrero                   | —       | —         | —             | —               | —       | - AMPROFON: Or                                  |
| 2019 | "Si tú no vuelves" En vivo                       | —       | —         | —             | —               | —       |                                                 |